# Opius concolor
L'Opius concolor Szépligeti, 1910 è un imenottero parassitoide della famiglia Braconidae, impiegato nella lotta biologica contro la mosca delle olive.

## Descrizione
L'adulto è un piccolo insetto lungo circa 3,5 cm, di colore fulvo, con pigmentazioni più scure sulle antenne, su due fasce dell'addome, alle estremità delle zampe posteriori e nel pterostigma. Sono bene evidenti le lunghe antenne, composte di 30 articoli, e, nelle femmine, la terebra, che sporge posteriormente per una lunghezza pari a quella del gastro.
Lo sviluppo larvale attraversa tre mute, di cui l'ultima corrisponde all'impupamento. La larva di I età è mandibolata ed è fornita di due appendici nel protorace. Prima della muta è ingrossata e ricurva. La larva di II e III età è imenotteriforme e al termine dello sviluppo è tozza e porta processi spiniformi sul tegumento.

## Biologia
Il Braconide è un endoparassita che attacca primariamente gli stadi larvali di Bactrocera oleae senza interromperne lo sviluppo fino allo stadio di pupa. La femmina depone un uovo nella larva della mosca, in genere su larve di II o III età, e il parassita si sviluppa all'interno dell'ospite passando attraverso tre stradi larvali e uno di pupa. Altre fonti citano invece quattro stadi larvali. L'impupamento ha luogo in modo che il capo sia rivolto verso la parte anteriore della pupa della mosca. Al momento dello sfarfallamento l'adulto fora il tegumento dell'ospite, provocandone la morte, e poi del pupario.
La dinamica di popolazione è strettamente legata al decorso stagionale. La popolazione dell'Opius è contenuta nel periodo intercorrente tra l'inverno e la fine dell'estate. L'attività biologica s'intensifica nel periodo autunnale, in corrispondenza del picco di popolazione della mosca per poi decrescere al sopraggiungere dell'inverno. In genere sverna allo stadio di larva o di pupa dentro le pupe svernanti delle mosche, tuttavia nelle zone più calde si possono trovare tutti gli stadi di sviluppo, compresi gli adulti.
Lo sviluppo postembrionale dura dalle due alle tre settimane a temperature dell'ordine di 25-26 °C. A 10 °C lo sviluppo larvale si arresta ma la crescita è ai valori minimi quando la temperatura scende ai 15 °C. Gli adulti hanno una durata di vita subordinata al decorso stagionale e al sesso. I maschi vivono per circa una settimana in autunno per poco più di un mese in inverno e in primavera. Le femmine possono vivere anche fino a 2-4 mesi in inverno o in primavera, perciò può capitare un picco minore di parassitizzazione in primavera su larve o pupe ancora presenti sulle piante.
Una femmina depone in media fino a 50 uova, ma in laboratorio si arriva anche a 350 ovideposizioni. In ogni modo la fecondità decresce al diminuire della temperatura.

## Aspetti ecologici
I fattori di controllo della popolazione di Opius concolor sono rappresentati per lo più dalle basse temperature. La letteratura cita anche un'azione di antagonismo esercitata da ectoparassiti della mosca, in particolare Eupelmus urozonus, il quale attaccando la larva del fitofago provoca anche la morte dell'endoparassita. Effetti deleteri hanno i trattamenti fitoiatrici eseguiti con insetticidi non selettivi (es. fosforganici).
Per quanto riguarda i rapporti con la biocenosi, negli ambienti dell'olivicoltura del bacino centrosettentrionale del Mediterraneo esistono dei fattori limitanti legati alla biodiversità. Nel Nord Africa il parassitoide può contare su altri ospiti secondari grazie alla presenza di Tefritidi che si sviluppano a spese della vegetazione spontanea. Più a nord i pochi Tefritidi ospiti secondari che sono citati nella letteratura sono Capparimya savastanoi (Mosca del cappero), Carpomyia incompleta (fitofago del giuggiolo) e alcune specie del genere Dacus.

## Esperienze storiche in Italia
L'impiego dell'Opius concolor nella lotta biologica risale all'inizio del XX secolo. La specie fu rinvenuta per la prima volta in Tunisia. Dopo la descrizione di Szepligeti nel 1910, per un quindicennio Filippo Silvestri lo introdusse in diverse regioni dell'Italia meridionale a più riprese importando materiale dal Nord Africa. Salvatore Monastero accertò la presenza di un Opius in Sicilia nel 1931 e la specie da lui descritta (O. siculus MON.) fu negli anni 60 identificata con Opius concolor. Tentativi non riusciti di acclimatazione in Puglia furono eseguiti negli anni 60, tuttavia venne accertata la presenza del parassitoide in Campania in zone mai interessate da lanci.
Un vero e proprio impiego sistematico del parassitoide nella lotta biologica fu seguito a partire dal 1961 per circa 12 anni dall'Istituto di Entomologia agraria dell'Università di Palermo e dall'Osservatorio per le malattie delle piante di Palermo, coordinato da Salvatore Monastero e Pietro Genduso. L'attività consisteva nell'allevamento massale dell'Opius in laboratorio (su larve di Ceratitis capitata) e nella liberazione degli adulti del parassitoide in campo, dopo averli recuperati per aspirazione dalle pupe parassitizzate.
Analoghe attività furono eseguite all'inizio degli anni 90 dall'Osservatorio per le malattie delle piante di Palermo con l'allevamento e il lancio di circa 1,5 milioni di individui in Sicilia e fra gli anni 80 e l'inizio degli anni 90 dall'Istituto di Entomologia agraria dell'Università di Sassari con prove di affinamento della tecnica di allevamento. Negli anni 90 fu istituito presso il centro di Ussana del Centro Regionale Agrario Sperimentale della Sardegna il Laboratorio Allevamento Insetti Utili (LAIU), ora non più operativo, nel quale si eseguivano allevamenti massali dell'Opius finalizzati alla liberazione in piani di lotta biologica e integrata.

## Distribuzione
La specie è originaria dell'Africa. La letteratura cita la sua presenza nel Nord Africa, nelle Isole del Capo Verde, in Eritrea, Kenya, Congo, Sudafrica, Madagascar.
Fra gli anni '20 e gli anni '70 è stata diffusa in vari Paesi dell'Europa e del Medio Oriente, principalmente per la lotta alla Bactrocera oleae, ma negli ultimi decenni il parassitoide è stato introdotto anche in altre zone del pianeta principalmente per la lotta alla Ceratitis capitata (Bermuda, Porto Rico, Florida, California, Guatemala, Costa Rica, Bolivia, Pakistan, Isole Hawaii).

## Allevamento e lanci
L'allevamento massale dell'Opius si pratica utilizzando come ospite di sostituzione la Ceratitis capitata. Un allevamento deve avere tre linee di produzione: gli adulti della Ceratitis, gli adulti dell'Opius e le larve di Ceratitis. Queste si allevano facilmente su un substrato alimentare formato da crusca o altri sottoprodotti della filiera cerealicola, zucchero e lievito, ottenendo, con il controllo delle temperature, più cicli di produzione della durata di circa due settimane grazie all'elevato potenziale riproduttivo di questa specie. In prossimità dell'impupamento le larve abbandonano il substrato alimentare, vengono raccolte in telai e sottoposte alla parassitizzazione.
Nelle prime esperienze degli anni 60, il rilascio si effettuava trasportando in campo gli adulti: questi venivano recuperati in laboratorio aspirando gli adulti 2-3 giorni dopo lo sfarfallamento e confinandoli in gabbiette. Successivamente la tecnica si è semplificata trasportando in campo i pupari parassitizzati utilizzando semplici erogatori come sacchetti o cassette. Per ridurre la mortalità si predispone l'alimentazione degli adulti appena sfarfallati con un substrato a base glucidica.
I lanci si effettuano con lotti dell'ordine di alcune migliaia di individui ad ettaro disponendo gli erogatori nelle parti più fresche dell'oliveto. Dato il comportamento biologico dell'Opius, i lanci si eseguono in prossimità del picco di popolazione della mosca e, quindi, nella tarda estate (settembre), preferibilmente intervallando più interventi.

## Efficacia
Le molteplici prove effettuate hanno finora dato risultati piuttosto discordanti e al momento le prospettive d'impiego nella lotta biologica vera e propria non sono lusinghiere. Spesso le percentuali di parassitizzazione non sono sufficienti ad abbassare il grado d'infestazione sotto la soglia d'intervento, perciò i lanci del parassitoide si collocano meglio in un contesto di lotta integrata abbinandoli ad altri metodi di controllo. Un ruolo essenziale è svolto dalle condizioni in cui si effettuano i lanci (decorso climatico, dinamica di popolazione della mosca, caratteristiche degli erogatori, attività biologica dell'Opius, ecc.), fattori che rendono aleatori i risultati. L'altro problema legato alla lotta biologica è la difficoltà di acclimatazione in molti ambienti, sia per fattori climatici sia per fattori ambientali (flora di sostituzione che permetta lo sviluppo dell'Opius su ospiti secondari). In definitiva si deve perciò ricorrere ogni anno al rilascio di ingenti quantitativi di individui.
Allo stato attuale l'impiego dell'Opius nella lotta biologica e integrata ha un rapporto costo/beneficio troppo alto per adottarlo su larga scala nelle condizioni operative ordinarie. I costi dei lanci sono piuttosto alti a causa degli elevati costi di produzione dell'Opius e dell'elevato numero di pupari parassitizzati richiesti per i lanci. Ai costi di produzione va poi aggiunta l'aleatorietà dei risultati e la difficoltà di acclimatazione del parassitoide. Al momento perciò l'impiego dell'Opius si colloca in un contesto di sperimentazione. È possibile che, in futuro, la riduzione dei costi di produzione, una maggiore conoscenza dell'etologia e l'affinamento della tecnica di rilascio possano aprire concrete prospettive di applicazione anche in condizioni di ordinarietà operativa.